# Szeli István (irodalomtörténész)
Szeli István (Zenta, 1921. szeptember 11. – 2012. február 25.) magyar irodalomtörténész, tanár, kritikus.

## Családja
Szülei Szeli Tivadar és Lesch Rózsa. Felesége Heinrich Ilona volt, akitől két gyermeke született, Miklós és Valéria.

## Tanulmányai
Az elemi iskolát 1927 és 1931 között végezte, algimnáziumot 1931 és 1935 között Zentán. Ezután a szabadkai főgimnáziumban tanult 1938-tól 1942-ig. 1942 és 1944 között a budapesti Pázmány Péter Tudományegyetem hallgatója volt. 1958 és 1960 között tanult az ELTE-n. Doktorátusát Újvidéken szerezte meg 1962-ben.

## Pályafutása
Gimnáziumi és tanítóképző intézeti tanár, majd egyetemi tanár volt Zentán és Újvidéken 1945-től 1983-ig. 1949 és 1956 között Zentán gimnáziumi igazgató, 1956-tól 1958-ig járási tanfelügyelő, ezt követően 1958-tól 1962-ig tartományi tanfelügyelő, majd 1962-től 1983-ban bekövetkezett nyugdíjazásáig mint egyetemi tanár működött. 1969-től 1976-ig igazgatója volt a Hungarológiai Intézetnek. Szerkesztette a Hungarológiai Közlemények c. folyóiratot. Neki köszönhető, hogy az 1970-es években a jugoszláviai magyar irodalommal, néprajzzal és művelődéstörténettel kapcsolatos kutatások fellendültek. Főként a vajdasági magyar irodalom hagyományaival és történetével, valamint a magyar-délszláv kulturális kapcsolatokkal foglalkozott. 2012. február 25-én hunyt el, 2012. február 27-én helyezték örök nyugalomra Zentán.

## Társasági tagságai
1960 és 1991 között JKSZ tag, 1960-tól 1971-ig a Jugoszláviai Magyar Nyelvművelő Egyesület elnöke, 1977 és 1982 között a Nemzetközi Magyar Filológiai Társaság alelnöke, 2003-tól a Magyar Nemzeti Tanács tiszteletbeli tagja volt.

## Fontosabb művei
- Bevezetés az irodalomelméletbe (1955),
- Majtényi Zentán (1962),
- Hajnóczy és a délszlávok, tan. (1965),
- Utak egymás felé (1969),
- Nemzeti irodalom - nemzetiségi irodalom (1974),
- Történő történelem (1981),
- A magyar kultúra útjai Jugoszláviában (1983),
- Nyelvhasználatunk etikája (1985),
- Székács József és műve (1986),
- Az erózió ellen (1986),
- Így hozta a történelem...; interjú Vékás János; Forum, Újvidék, 1988
- Hosszú útnak pora (1991),
- A peremkultúra élettana (1993),
- Egy tudományos világkép gyökerei (1996),
- Nyelvünk, kultúránk, nyelvi kultúránk (1997),
- Emlékezések könyve (2001).
- Tájkép-és portrévázlatok Zenta honlapjára; Vajdasági Magyar Művelődési Intézet–Forum, Zenta, 2009

## Díjak
- Híd Irodalmi Díj (1981),
- Szenteleky Kornél-díj (1981),
- Szarvas Gábor-díj (1986),
- Írószövetség: Életmű Díj (1987),
- A Magyar Népköztársaság Csillagrendje (1989),
- Bethlen Gábor-díj (1989)[3]
- Vuk Karadžić-díj (1989),
- Zenta Pro Urbe Díja (1997),
- Péterfi Vilma-díj (2004)